# Gymnocephalus cernua

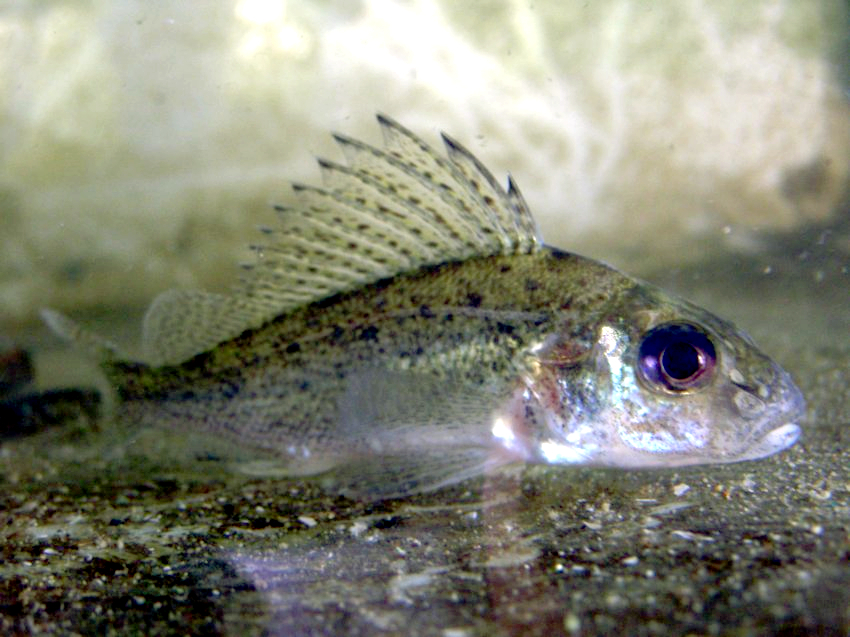
Exemplar fotografiat al nord d'Itàlia.

Il·lustració del 1909

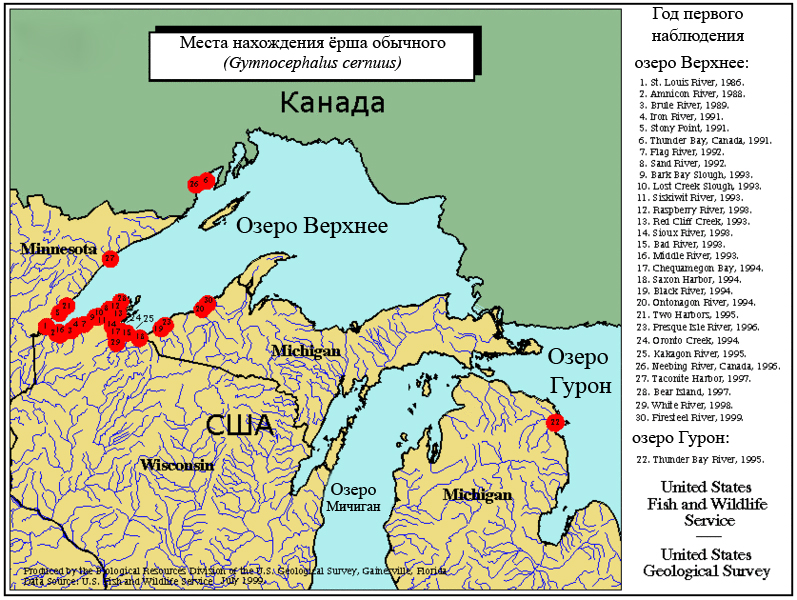
Distribució geogràfica a Nord-amèrica (en vermell)

Gymnocephalus cernua és una espècie de peix de la família dels pèrcids i de l'ordre dels perciformes.

## Morfologia
- Els mascles poden assolir 25 cm de longitud total (normalment, en fan 12) i 400 g de pes.
- És marronós amb taques fosques.
- 11-19 espines i 11-16 radis tous a l'aleta dorsal i 2 espines i 5-6 radis tous a l'anal.
- 35-36 vèrtebres.
- Flancs groguencs amb nombroses taques fosques, petites i irregulars.
- Aleta caudal amb 16-17 radis.
- Aletes dorsals fusionades.[2][3][4][5][6]

## Reproducció
Fresa per primera vegada en arribar als 1-3 anys de vida (els mascles un any abans que les femelles). La reproducció té lloc entre els mesos de març i maig fins al juliol al nord de la seva distribució geogràfica en una gran varietat de substrats a fondàries de prop de 3 m o menys i a temperatures per damunt dels 6 °C al nord i de 10 °C al sud. En general, la femella es reprodueix amb diversos mascles i els ous que pon varien de color des del blanc fins al groc, els quals esdevenen adhesius en contacte amb l'aigua i s'adhereixen a les pedres o les plantes. Les femelles poden fresar de manera intermitent i repartir la posta en dos períodes separats per uns 30 dies a l'estiu (els ous de la primera posta són més grossos que els de la segona). Les larves poden tindre o no una etapa larval pelàgica breu, després de la qual canvien a una existència bentònica i solitària. La supervivència de les larves és baixa per sota dels 10 °C de temperatura i per damunt dels 20 °C.

## Alimentació
Pot alimentar-se de nit i en aigües tèrboles fent servir la seua línia lateral. Es nodreix de zooplàncton, quironòmids, oligoquets i amfípodes. A les llacunes costaneres i estuaris esdevé pelàgic i menja zooplàncton i peixos.

## Depredadors
És depredat pel lluç de riu (Esox lucius), la perca de riu (Perca fluviatilis), Sander lucioperca, Salmo trutta trutta (a Finlàndia), l'anguila (Anguilla anguilla) (a Estònia) i la lota (Lota lota) (a Finlàndia).

## Hàbitat
És un peix d'aigua dolça i salabrosa, demersal, potamòdrom i de clima temperat (10 °C-20 °C; 74°N-43°N, 6°W-169°E). Pot tolerar una certa degradació del seu hàbitat.

## Distribució geogràfica
Es troba a Europa (les conques dels mars Caspi, Negre, Bàltic i del Nord; Gran Bretanya i Escandinàvia fins a la latitud 69°N) i Àsia (les conca del mar d'Aral i la de l'oceà Àrtic cap a l'est fins a la conca del riu Kolimà). Ha estat introduït a França a l'oest del riu Rin, el nord d'Itàlia, el nord de la Gran Bretanya, Grècia i la regió dels Grans Llacs de Nord-amèrica). Alguns països han patit impactes ecológics negatius després de la seua introducció.

## Observacions
- L'esperança de vida de les femelles és de 10 anys i la dels mascles de 7.[7][9]
- És emprat com a esquer per a pescar lluços de riu (Esox lucius).[36]